# Miha Žvižej
Miha Žvižej, né le 6 novembre 1987 à Celje, est un handballeur international slovène évoluant au poste de pivot. 
Son frère, Luka Žvižej, est également handballeur international.

## Palmarès

### En club
Compétitions internationales
- Finaliste de la Coupe de l'EHF (C3) en 2009

Compétitions nationales
- Vainqueur du Championnat de Slovénie : 2009,
- Deuxième du Championnat du Danemark en 2011, 2012
- Finaliste de la Coupe de la Ligue française en 2015

### En équipe nationale
- 6e place au Championnat d'Europe 2012,  Serbie
- 4e place au Championnat du monde 2013,  Espagne
- 8e place au Championnat du monde 2015,  Qatar

## Galerie

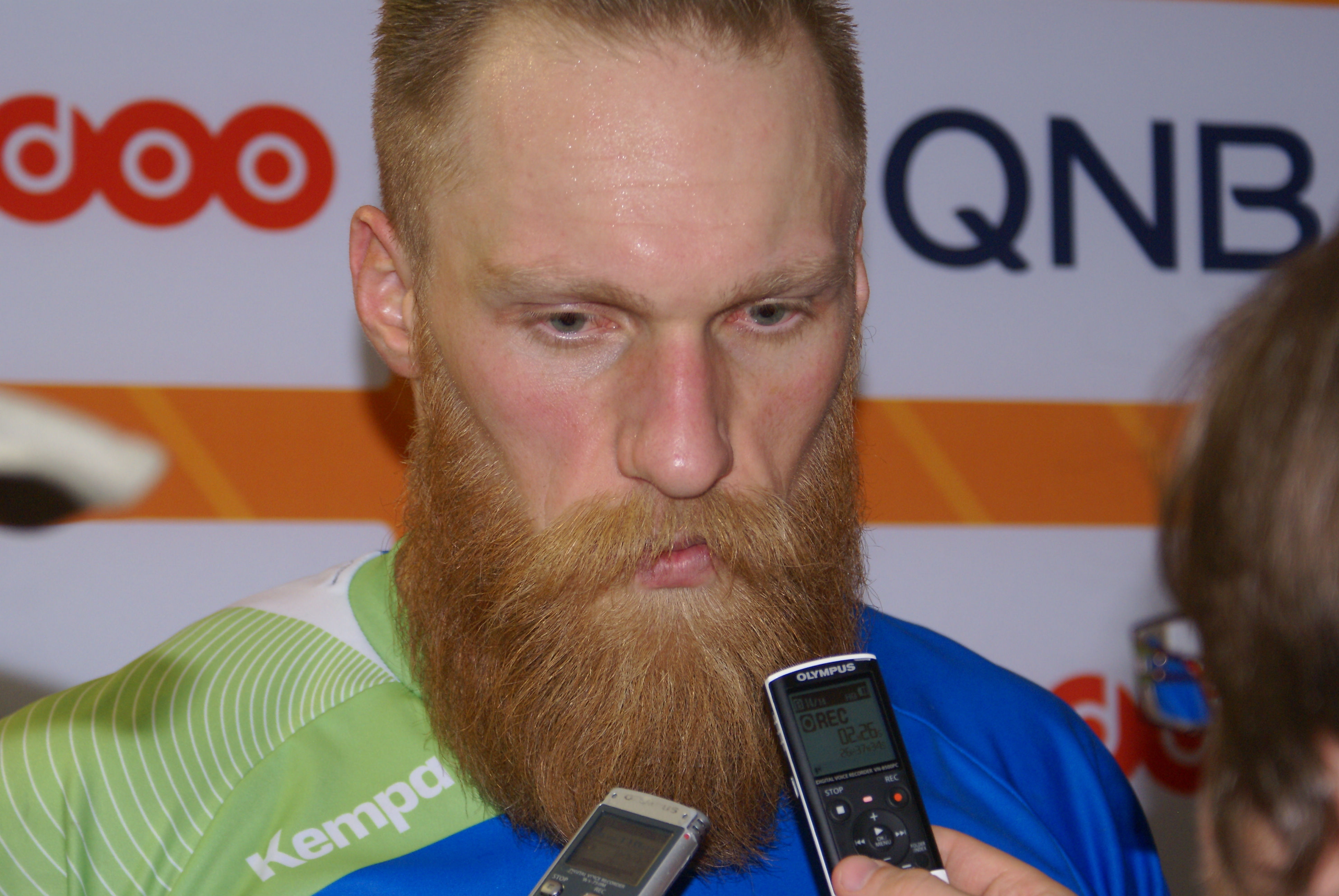
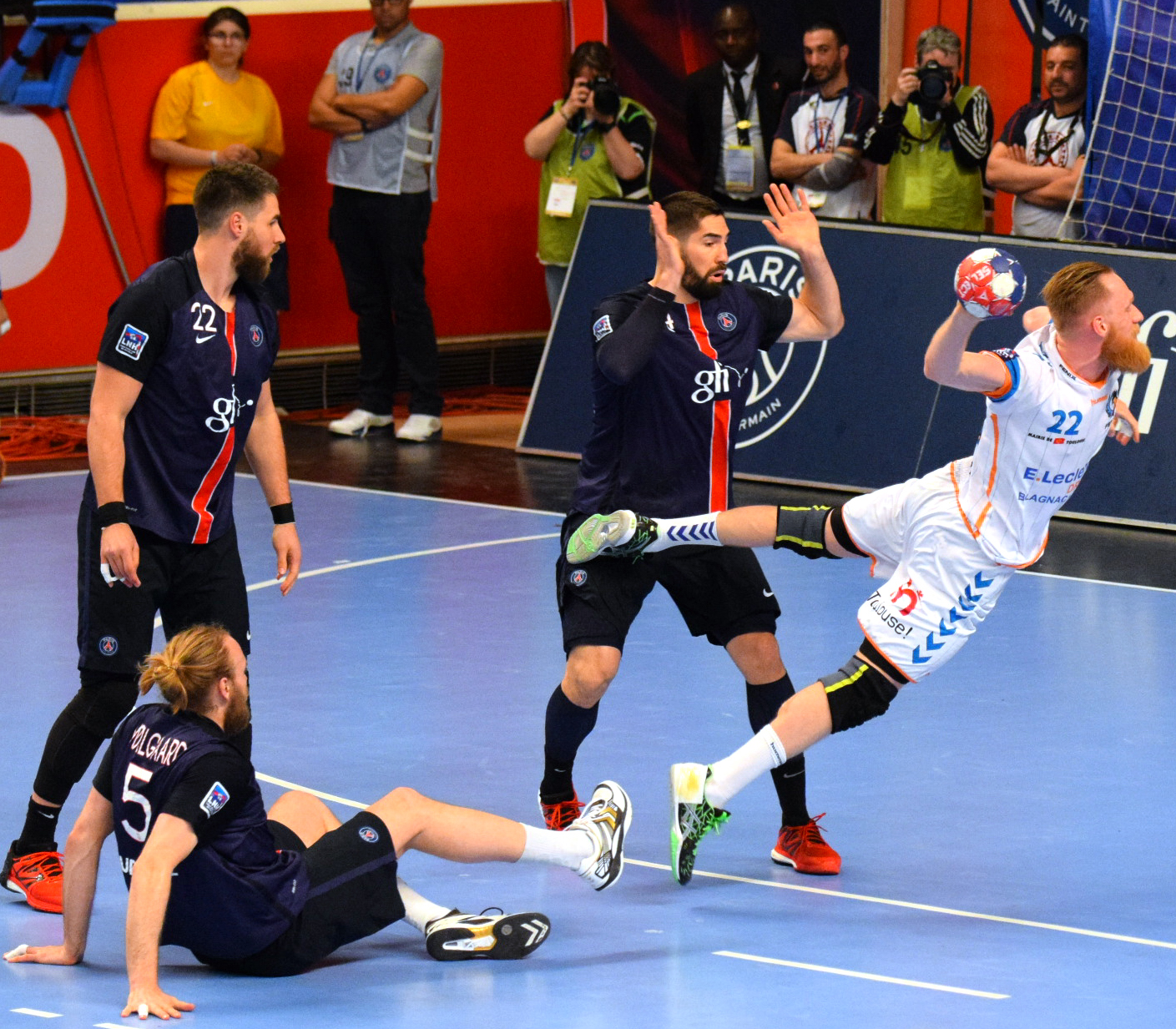
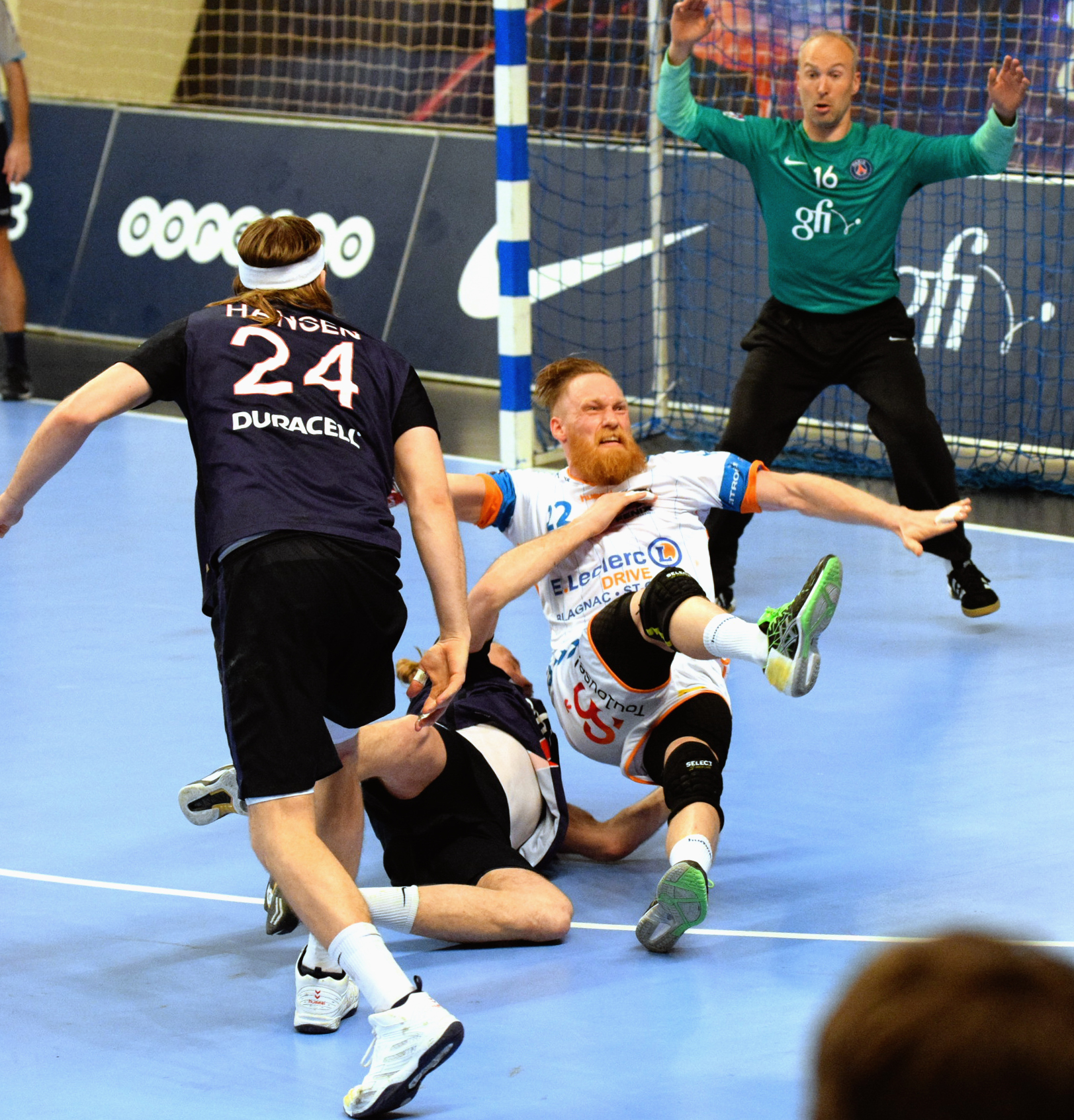
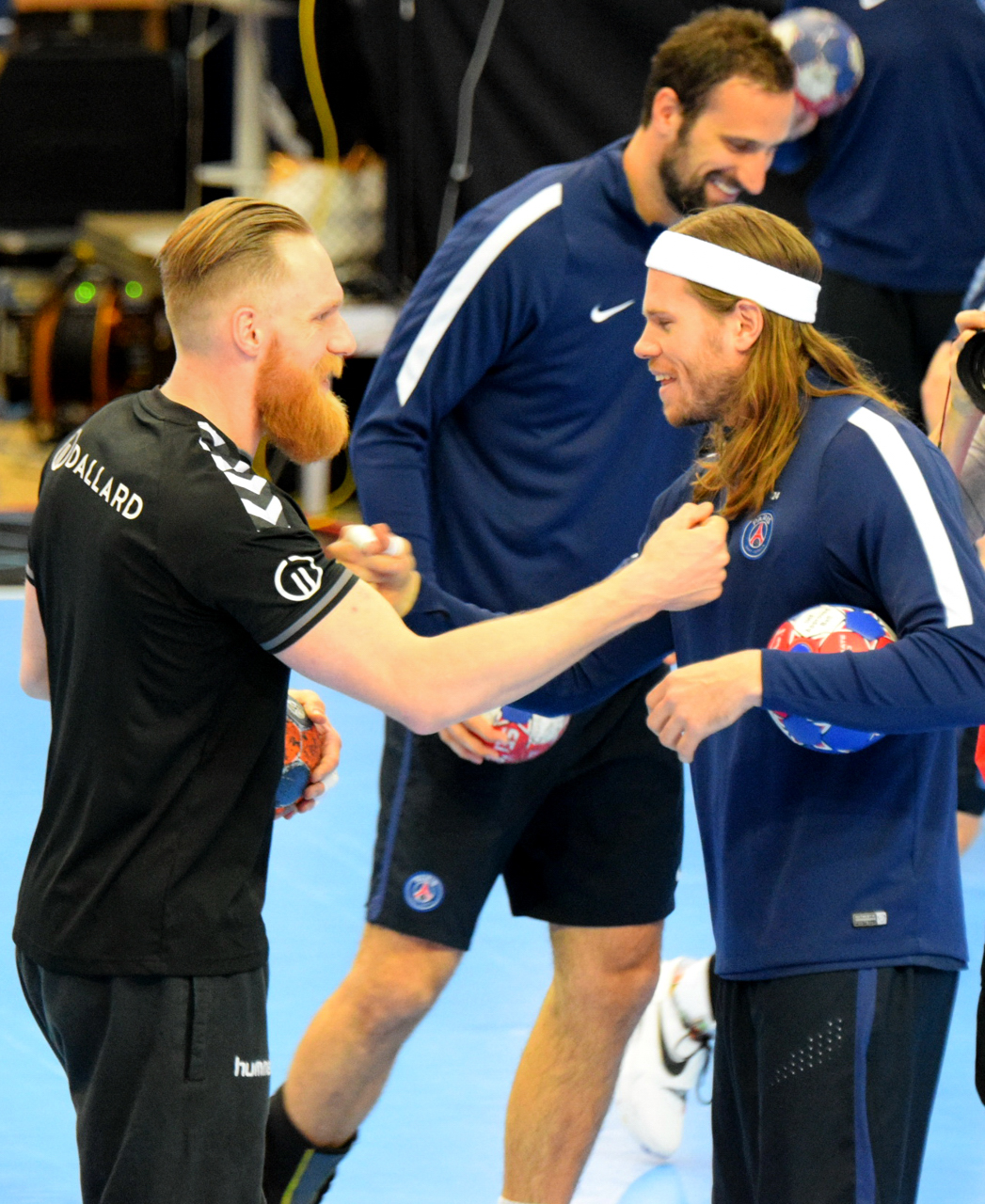
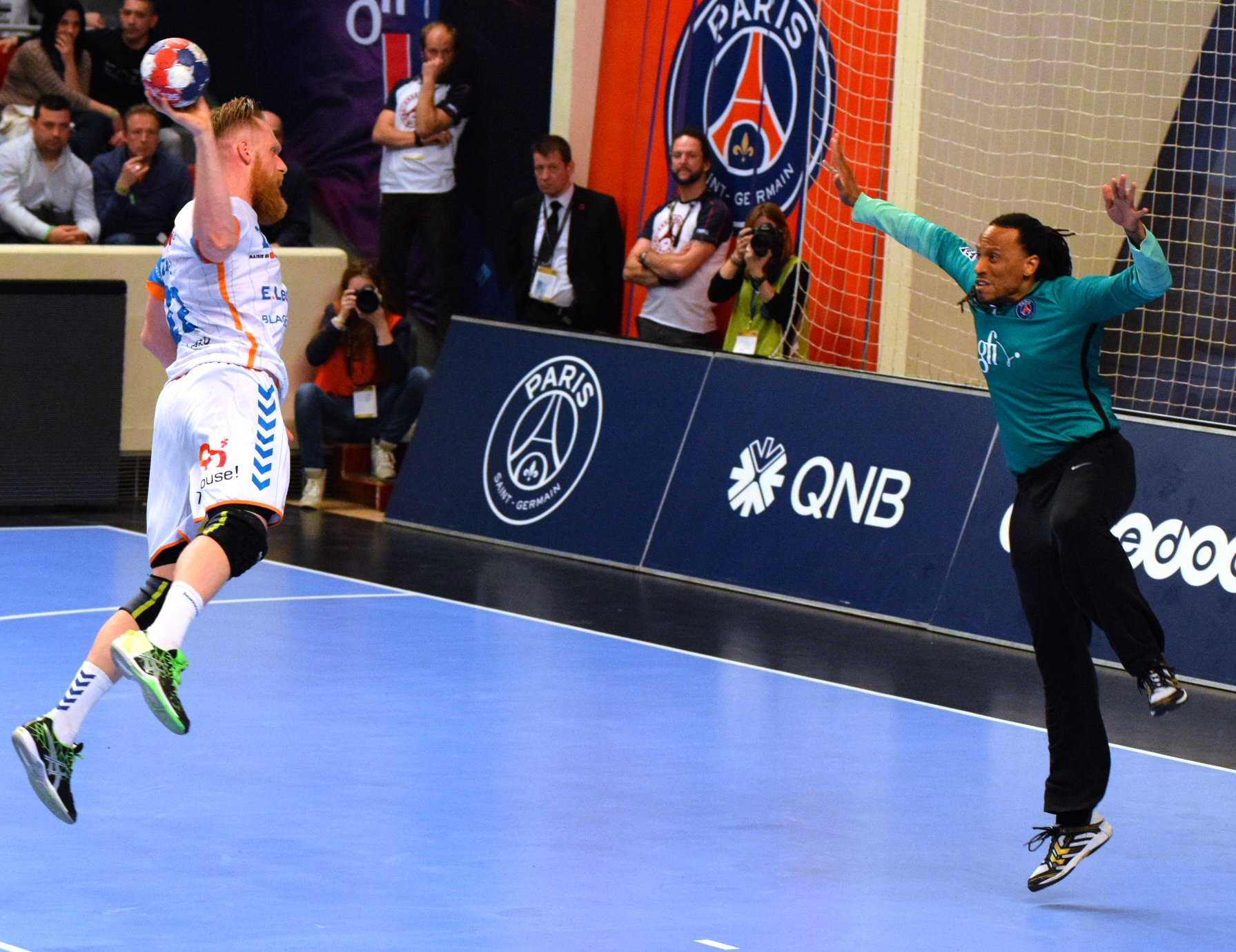